# Estação Mirny
Mirny (em russo:  Мирный, literalmente Pacífica) é uma estação científica russa (outrora soviética) na Antártica, localizada na costa antártica do Mar de Davis no Território Antártico Australiano. Recebeu o nome do navio de suporte da Expedição de Bellingshausen.
A estação foi aberta em 13 de fevereiro de 1956 pela 1a. Expedição Antártica Soviética. É usada como base principal para a Estação de Vostok localizada a 1.400 km da costa. No verão, hospeda até 169 pessoas em 30 prédios, no inverno cerca de 60 cientistas e técnicos. A temperatura média no local é de –11°C, e em mais de 200 dias por ano o vento é mais forte do que 15 m/s, com ciclones ocasionais.
As áreas principais de pesquisa são glaciologia, sismologia, meteorologia, observação da aurora polar, radiação cósmica e biologia marinha.